# Liste des députés allemands de l'Empire allemand (13e législature)
Les députés de la treizième législature du Reichstag sont les députés du Reichstag élus lors des élections législatives allemandes de 1912 pour la période 1912-1918.

## Liste des députés
| État                                      | District          | Circonscription | Élu                                      | Parti | Parti            |
| ----------------------------------------- | ----------------- | --- | ---------------------------------------- | ----- | ---------------- |
| Royaume de Prusse (Prusse-Orientale)      | Königsberg        | 01 (Memel-Heydekrug) | Felix Schwabach                          |       | NLP              |
| Royaume de Prusse (Prusse-Orientale)      | Königsberg        | 02 (Labiau-Wehlau) | Ludwig von Massow-Parnehnen              |       | DKP              |
| Royaume de Prusse (Prusse-Orientale)      | Königsberg        | 03 (Königsberg-Ville) | Hugo Haase                               |       | SPD              |
| Royaume de Prusse (Prusse-Orientale)      | Königsberg        | 04 (Fischhausen-Königsberg-Campagne) | Franz Bartschat                          |       | FVP              |
| Royaume de Prusse (Prusse-Orientale)      | Königsberg        | 05 (Heiligenbeil-Preußisch Eylau) | Georg Frommer                            |       | DKP              |
| Royaume de Prusse (Prusse-Orientale)      | Königsberg        | 06 (Braunsberg-Heilsberg) | Friedrich Preuß                          |       | ZEN              |
| Royaume de Prusse (Prusse-Orientale)      | Königsberg        | 07 (Preußisch Holland-Mohrungen) | August von Veit                          |       | DKP              |
| Royaume de Prusse (Prusse-Orientale)      | Königsberg        | 08 (Osterode-Neidenburg) | Hermann Nehbel                           |       | DKP              |
| Royaume de Prusse (Prusse-Orientale)      | Königsberg        | 09 (Allenstein-Rößel) | Kunibert Krix                            |       | ZEN              |
| Royaume de Prusse (Prusse-Orientale)      | Königsberg        | 10 (Rastenburg-Friedland-Gerdauen) | Hans Joachim von Brederlow               |       | DKP              |
| Royaume de Prusse (Prusse-Orientale)      | Gumbinnen         | 01 (Tilsit-Niederung) | Arthur Kopp                              |       | FVP              |
| Royaume de Prusse (Prusse-Orientale)      | Gumbinnen         | 02 (Ragnit-Pillkallen) | Hans von Kanitz                          |       | DKP              |
| Royaume de Prusse (Prusse-Orientale)      | Gumbinnen         | 03 (Gumbinnen-Insterbourg) | Ernst Siehr                              |       | FVP              |
| Royaume de Prusse (Prusse-Orientale)      | Gumbinnen         | 04 (Stallupönen-Goldap-Darkehmen) | Hermann Kreth                            |       | DKP              |
| Royaume de Prusse (Prusse-Orientale)      | Gumbinnen         | 05 (Angerburg-Lötzen) | Otto Laser                               |       | NLP              |
| Royaume de Prusse (Prusse-Orientale)      | Gumbinnen         | 06 (Oletzko-Lyck-Johannisburg) | Hermann Reck                             |       | DKP              |
| Royaume de Prusse (Prusse-Orientale)      | Gumbinnen         | 07 (Sensburg-Ortelsbourg) | Ferdinand Rogalla von Bieberstein        |       | DKP              |
| Royaume de Prusse (Prusse-Occidentale)    | Dantzig           | 01 (Marienbourg-Elbing) | Rudolf Schröder                          |       | DRP              |
| Royaume de Prusse (Prusse-Occidentale)    | Dantzig           | 02 (Dantzig-Haut-Dantzig-Bas) | Franz Doerksen                           |       | DRP              |
| Royaume de Prusse (Prusse-Occidentale)    | Dantzig           | 03 (Dantzig-Ville) | Friedrich Weinhausen                     |       | FVP              |
| Royaume de Prusse (Prusse-Occidentale)    | Dantzig           | 04 (Neustadt-Putzig-Karthaus) | Stefan von Laszewski                     |       | Pole             |
| Royaume de Prusse (Prusse-Occidentale)    | Dantzig           | 05 (Berent-Preußisch Stargard-Dirschau) | Petrus Dunajski                          |       | Pole             |
| Royaume de Prusse (Prusse-Occidentale)    | Marienwerder      | 01 (Marienwerder-Stuhm) | Karl Witt                                |       | DRP              |
| Royaume de Prusse (Prusse-Occidentale)    | Marienwerder      | 02 (Rosenberg-Löbau-en-Prusse-Occidentale (de)) | Johannes Zürn                            |       | DRP              |
| Royaume de Prusse (Prusse-Occidentale)    | Marienwerder      | 03 (Graudenz-Strasbourg) | Julius Sieg                              |       | NLP              |
| Royaume de Prusse (Prusse-Occidentale)    | Marienwerder      | 04 (Thorn-Kulm-Briesen) | Bernhard Schlee                          |       | NLP              |
| Royaume de Prusse (Prusse-Occidentale)    | Marienwerder      | 05 (Schwetz) | Gustav Adolf von Halem                   |       | DRP              |
| Royaume de Prusse (Prusse-Occidentale)    | Marienwerder      | 06 (Konitz-Tuchel) | Leon von Czarlinski                      |       | Pole             |
| Royaume de Prusse (Prusse-Occidentale)    | Marienwerder      | 07 (Schlochau-Flatow) | Wilhelm von Knigge                       |       | DKP              |
| Royaume de Prusse (Prusse-Occidentale)    | Marienwerder      | 08 (Deutsch-Krone) | Karl von Gamp-Massaunen                  |       | DRP              |
| Royaume de Prusse (Berlin)                | Berlin            | 01 (Alt-Berlin-Cölln-Friedrichswerder-Dorotheenstadt-Friedrichstadt-Nord) | Johannes Kaempf                          |       | FVP              |
| Royaume de Prusse (Berlin)                | Berlin            | 02 (Schöneberger Vorstadt-Friedrichsvorstadt-Tempelhofer Vorstadt-Friedrichstadt-Sud) | Richard Fischer                          |       | SPD              |
| Royaume de Prusse (Berlin)                | Berlin            | 03 (Luisenstadt-Neu-Cölln) | Wilhelm Pfannkuch                        |       | SPD              |
| Royaume de Prusse (Berlin)                | Berlin            | 04 (Luisenstadt-Stralauer Vorstadt-Königsstadt-Est) | Otto Büchner                             |       | SPD              |
| Royaume de Prusse (Berlin)                | Berlin            | 05 (Spandauer Vorstadt-Friedrich-Wilhelm-Stadt-Königsstadt-Ouest) | Robert Schmidt                           |       | SPD              |
| Royaume de Prusse (Berlin)                | Berlin            | 06 (Wedding-Gesundbrunnen-Moabit-Oranienburger Vorstadt-Rosenthaler Vorstadt) | Georg Ledebour                           |       | SPD              |
| Royaume de Prusse (Brandebourg)           | Potsdam           | 01 (Prignitz-de-l'Ouest) | Hans Stubbendorff                        |       | DRP              |
| Royaume de Prusse (Brandebourg)           | Potsdam           | 02 (Prignitz-de-l'Est) | Richard Löscher                          |       | DRP              |
| Royaume de Prusse (Brandebourg)           | Potsdam           | 03 (Ruppin-Templin) | Hermann Dietrich                         |       | DKP              |
| Royaume de Prusse (Brandebourg)           | Potsdam           | 04 (Prenzlau-Angermünde) | Joachim von Winterfeldt-Menkin           |       | DKP              |
| Royaume de Prusse (Brandebourg)           | Potsdam           | 05 (Haut-Barnim) | Friedrich Wilhelm Hubrich                |       | FVP              |
| Royaume de Prusse (Brandebourg)           | Potsdam           | 06 (Bas-Barnim-Lichtenberg) | Arthur Stadthagen                        |       | SPD              |
| Royaume de Prusse (Brandebourg)           | Potsdam           | 07 (Potsdam-Havelland-de-l'Est-Spandau) | Karl Liebknecht                          |       | SPD              |
| Royaume de Prusse (Brandebourg)           | Potsdam           | 08 (Brandebourg-sur-la-Havel-Havelland-de-l'Ouest) | Heinrich Peus                            |       | SPD              |
| Royaume de Prusse (Brandebourg)           | Potsdam           | 09 (Zauch-Belzig-Jüterbog-Luckenwalde) | Ulrich von Oertzen                       |       | DRP              |
| Royaume de Prusse (Brandebourg)           | Potsdam           | 10 (Teltow-Beeskow-Storkow-Charlottenbourg-Schöneberg-Neukölln-Wilmersdorf) | Fritz Zubeil                             |       | SPD              |
| Royaume de Prusse (Brandebourg)           | Francfort         | 01 (Arnswalde-Friedeberg) | Wilhelm Bruhn                            |       | Antisémite (Ref) |
| Royaume de Prusse (Brandebourg)           | Francfort         | 02 (Landsberg-sur-la-Warthe-Soldin) | Edmund Holtschke                         |       | DKP              |
| Royaume de Prusse (Brandebourg)           | Francfort         | 03 (Königsberg) | Wilhelm Krahmer                          |       | DKP              |
| Royaume de Prusse (Brandebourg)           | Francfort         | 04 (Francfort-sur-l'Oder-Lebus) | Gerhart Bollert                          |       | NLP              |
| Royaume de Prusse (Brandebourg)           | Francfort         | 05 (Sternberg-Est-Sternberg-Ouest) | Axel von Kaphengst                       |       | DKP              |
| Royaume de Prusse (Brandebourg)           | Francfort         | 06 (Züllichau-Schwiebus-Crossen-sur-l'Oder) | Hermann Bruckhoff                        |       | FVP              |
| Royaume de Prusse (Brandebourg)           | Francfort         | 07 (Guben-Lübben) | Heinrich zu Schoenaich-Carolath          |       | NLP              |
| Royaume de Prusse (Brandebourg)           | Francfort         | 08 (Sorau-Forst) | Oswald Schumann                          |       | SPD              |
| Royaume de Prusse (Brandebourg)           | Francfort         | 09 (Cottbus-Spremberg) | Karl Giebel                              |       | SPD              |
| Royaume de Prusse (Brandebourg)           | Francfort         | 10 (Calau-Luckau) | Otto Wels                                |       | SPD              |
| Royaume de Prusse (Poméranie)             | Stettin           | 01 (Demmin-Anklam) | Hans von Schwerin-Löwitz                 |       | DKP              |
| Royaume de Prusse (Poméranie)             | Stettin           | 02 (Ueckermünde-Usedom-Wollin) | Karl von Böhlendorff-Kölpin              |       | DKP              |
| Royaume de Prusse (Poméranie)             | Stettin           | 03 (Randow-Greifenhagen) | Alwin Körsten                            |       | SPD              |
| Royaume de Prusse (Poméranie)             | Stettin           | 04 (Stettin) | Ewald Vogtherr                           |       | SPD              |
| Royaume de Prusse (Poméranie)             | Stettin           | 05 (Pyritz-Saatzig) | Wolfgang Gans zu Putlitz                 |       | DKP              |
| Royaume de Prusse (Poméranie)             | Stettin           | 06 (Naugard-Regenwalde) | Otto Siebenbürger                        |       | DKP              |
| Royaume de Prusse (Poméranie)             | Stettin           | 07 (Greifenberg-Cammin) | Oskar von Normann                        |       | DKP              |
| Royaume de Prusse (Poméranie)             | Köslin            | 01 (Stolp-Lauenbourg) | Arthur Will                              |       | DKP              |
| Royaume de Prusse (Poméranie)             | Köslin            | 02 (Bütow-Rummelsburg-Schlawe) | Hubert von Michaelis                     |       | DKP              |
| Royaume de Prusse (Poméranie)             | Köslin            | 03 (Köslin-Colberg-Cörlin-Bublitz) | Gustav Malkewitz                         |       | DKP              |
| Royaume de Prusse (Poméranie)             | Köslin            | 04 (Belgard-sur-la-Persante-Schivelbein-Dramburg) | Eugen von Brockhausen                    |       | DKP              |
| Royaume de Prusse (Poméranie)             | Köslin            | 05 (Neustettin) | Bogislav von Bonin                       |       | DKP              |
| Royaume de Prusse (Poméranie)             | Stralsund         | 01 (Rügen-Stralsund-Franzburg) | Immanuel Heyn                            |       | FVP              |
| Royaume de Prusse (Poméranie)             | Stralsund         | 02 (Greifswald-Grimmen) | Georg Gothein                            |       | FVP              |
| Royaume de Prusse (Posnanie)              | Posen             | 01 (Posen) | Stanislaw Nowicki                        |       | Pole             |
| Royaume de Prusse (Posnanie)              | Posen             | 02 (Samter-Birnbaum-Obornik-Schwerin-sur-la-Warthe) | Mathias von Brudzewo-Mielzynski          |       | Pole             |
| Royaume de Prusse (Posnanie)              | Posen             | 03 (Meseritz-Bomst) | Kuno von Westarp                         |       | DKP              |
| Royaume de Prusse (Posnanie)              | Posen             | 04 (Buk-Schmiegel-Kosten) | Franz von Morawski-Dzierzykraj           |       | Pole             |
| Royaume de Prusse (Posnanie)              | Posen             | 05 (Gostyn-Rawitsch) | Anton Stychel                            |       | Pole             |
| Royaume de Prusse (Posnanie)              | Posen             | 06 (Fraustadt-Lissa) | Hans Georg von Oppersdorff               |       | ZEN              |
| Royaume de Prusse (Posnanie)              | Posen             | 07 (Schrimm-Schroda) | Felicyan von Niegolewski                 |       | Pole             |
| Royaume de Prusse (Posnanie)              | Posen             | 08 (Wreschen-Pleschen-Jarotschin) | Wladislaus Seyda                         |       | Pole             |
| Royaume de Prusse (Posnanie)              | Posen             | 09 (Krotoschin-Koschmin) | Anton von Chlapowski                     |       | Pole             |
| Royaume de Prusse (Posnanie)              | Posen             | 10 (Adelnau-Schildberg-Ostrowo-Kempen-en-Posnanie) | Ferdinand von Radziwill                  |       | Pole             |
| Royaume de Prusse (Posnanie)              | Bromberg          | 01 (Czarnikau-Filehne-Colmar-en-Posnanie) | Emil Ritter                              |       | DKP              |
| Royaume de Prusse (Posnanie)              | Bromberg          | 02 (Wirsitz-Schubin-Znin) | Josef Kurzawski                          |       | Pole             |
| Royaume de Prusse (Posnanie)              | Bromberg          | 03 (Bromberg) | Georg Schultz                            |       | DRP              |
| Royaume de Prusse (Posnanie)              | Bromberg          | 04 (Hohensalza-Mogilno-Strelno) | Adalbert von Trampczynski                |       | Pole             |
| Royaume de Prusse (Posnanie)              | Bromberg          | 05 (Gnesen-Wongrowitz-Witkowo) | Leon von Grabski                         |       | Pole             |
| Royaume de Prusse (Silésie)               | Breslau           | 01 (Guhrau-Steinau-Wohlau) | Friedrich von Carmer-Osten               |       | DKP              |
| Royaume de Prusse (Silésie)               | Breslau           | 02 (Militsch-Trebnitz) | Ernst von Heydebrand und der Lasa        |       | DKP              |
| Royaume de Prusse (Silésie)               | Breslau           | 03 (Groß Wartenberg-Œls) | Erich Mertin                             |       | DRP              |
| Royaume de Prusse (Silésie)               | Breslau           | 04 (Namslau-Brieg) | Geor Oertel                              |       | DKP              |
| Royaume de Prusse (Silésie)               | Breslau           | 05 (Ohlau-Strehlen-Nimptsch) | Robert Rother                            |       | DKP              |
| Royaume de Prusse (Silésie)               | Breslau           | 06 (Breslau-Est) | Gustav Bauer                             |       | SPD              |
| Royaume de Prusse (Silésie)               | Breslau           | 07 (Breslau-Ouest) | Eduard Bernstein                         |       | SPD              |
| Royaume de Prusse (Silésie)               | Breslau           | 08 (Neumarkt-Breslau-Campagne) | Hans Ernst von Carmer-Zieserwitz         |       | DKP              |
| Royaume de Prusse (Silésie)               | Breslau           | 09 (Striegau-Schweidnitz) | Franz Feldmann                           |       | SPD              |
| Royaume de Prusse (Silésie)               | Breslau           | 10 (Waldenburg) | Hermann Sachse                           |       | SPD              |
| Royaume de Prusse (Silésie)               | Breslau           | 11 (Reichenbach-Neurode) | August Kühn                              |       | SPD              |
| Royaume de Prusse (Silésie)               | Breslau           | 12 (Glatz-Habelschwerdt) | Joseph Sperlich                          |       | ZEN              |
| Royaume de Prusse (Silésie)               | Breslau           | 13 (Frankenstein-Münsterberg) | Hans Praschma von Bilkau                 |       | ZEN              |
| Royaume de Prusse (Silésie)               | Oppeln            | 01 (Kreuzburg-Rosenberg-en-Haute-Silésie) | Ludwig Meyer                             |       | DKP              |
| Royaume de Prusse (Silésie)               | Oppeln            | 02 (Oppeln) | Paul Brandys                             |       | Pole             |
| Royaume de Prusse (Silésie)               | Oppeln            | 03 (Groß Strehlitz-Cosel) | Joseph Glowatzki                         |       | ZEN              |
| Royaume de Prusse (Silésie)               | Oppeln            | 04 (Lublinitz-Tost-Gleiwitz) | Augustin Warlo                           |       | ZEN              |
| Royaume de Prusse (Silésie)               | Oppeln            | 05 (Beuthen-Tarnowitz) | Paul Dombek                              |       | Pole             |
| Royaume de Prusse (Silésie)               | Oppeln            | 06 (Kattowitz-Zabrze) | Adalbert Sosinski                        |       | Pole             |
| Royaume de Prusse (Silésie)               | Oppeln            | 07 (Pless-Rybnik) | Paul Pospiech                            |       | Pole             |
| Royaume de Prusse (Silésie)               | Oppeln            | 08 (Ratibor) | Johann Sapletta                          |       | ZEN              |
| Royaume de Prusse (Silésie)               | Oppeln            | 09 (Leobschütz) | Florian Klose                            |       | ZEN              |
| Royaume de Prusse (Silésie)               | Oppeln            | 10 (Neustadt-en-Haute-Silésie) | Franz Strzoda                            |       | ZEN              |
| Royaume de Prusse (Silésie)               | Oppeln            | 11 (Falkenberg-en-Haute-Silésie-Grottkau) | Alfred Hubrich                           |       | ZEN              |
| Royaume de Prusse (Silésie)               | Oppeln            | 12 (Neisse) | Albert Horn                              |       | ZEN              |
| Royaume de Prusse (Silésie)               | Liegnitz          | 01 (Grünberg-Freystadt) | Georg Davidsohn                          |       | SPD              |
| Royaume de Prusse (Silésie)               | Liegnitz          | 02 (Sagan-Sprottau) | Paul von Bolko                           |       | DKP              |
| Royaume de Prusse (Silésie)               | Liegnitz          | 03 (Glogau) | Franz von Liszt                          |       | FVP              |
| Royaume de Prusse (Silésie)               | Liegnitz          | 04 (Lüben-Bunzlau) | Karl Doormann                            |       | FVP              |
| Royaume de Prusse (Silésie)               | Liegnitz          | 05 (Löwenberg) | Julius Kopsch                            |       | FVP              |
| Royaume de Prusse (Silésie)               | Liegnitz          | 06 (Liegnitz-Goldberg-Haynau) | Otto Fischbeck                           |       | FVP              |
| Royaume de Prusse (Silésie)               | Liegnitz          | 07 (Landeshut-Jauer-Bolkenhain) | Fritz Warmuth                            |       | Sans étiquette   |
| Royaume de Prusse (Silésie)               | Liegnitz          | 08 (Schönau-Hirschberg) | Bruno Ablaß                              |       | FVP              |
| Royaume de Prusse (Silésie)               | Liegnitz          | 09 (Görlitz-Lauban) | Paul Taubadel                            |       | SPD              |
| Royaume de Prusse (Silésie)               | Liegnitz          | 10 (Rothenburg-Hoyerswerda) | Friedrich Hegenscheidt                   |       | DRP              |
| Royaume de Prusse (Saxe)                  | Magdebourg        | 01 (Salzwedel-Gardelegen) | Jordan von Kröcher                       |       | DKP              |
| Royaume de Prusse (Saxe)                  | Magdebourg        | 02 (Stendal-Osterburg) | Felix Hoesch                             |       | DKP              |
| Royaume de Prusse (Saxe)                  | Magdebourg        | 03 (Jerichow I-Jerichow II) | Wilhelm Haupt                            |       | SPD              |
| Royaume de Prusse (Saxe)                  | Magdebourg        | 04 (Magdebourg) | Otto Landsberg                           |       | SPD              |
| Royaume de Prusse (Saxe)                  | Magdebourg        | 05 (Neuhaldensleben-Wolmirstedt) | Eugen Schiffer                           |       | NLP              |
| Royaume de Prusse (Saxe)                  | Magdebourg        | 06 (Wanzleben) | Hermann Silberschmidt                    |       | SPD              |
| Royaume de Prusse (Saxe)                  | Magdebourg        | 07 (Aschersleben-Quedlinbourg-Calbe-sur-la-Saale) | Adolf Albrecht                           |       | SPD              |
| Royaume de Prusse (Saxe)                  | Magdebourg        | 08 (Halberstadt-Oschersleben-Wernigerode) | Alwin Brandes                            |       | SPD              |
| Royaume de Prusse (Saxe)                  | Mersebourg        | 01 (Liebenwerda-Torgau) | Konrad Ortmann                           |       | NLP              |
| Royaume de Prusse (Saxe)                  | Mersebourg        | 02 (Schweinitz-Wittemberg) | Heinrich Dove                            |       | FVP              |
| Royaume de Prusse (Saxe)                  | Mersebourg        | 03 (Bitterfeld-Delitzsch) | Gustav Raute                             |       | SPD              |
| Royaume de Prusse (Saxe)                  | Mersebourg        | 04 (Halle-sur-Saale-la Saale) | Fritz Kunert                             |       | SPD              |
| Royaume de Prusse (Saxe)                  | Mersebourg        | 05 (Mansfeld-Lac-Mansfeld-Montagne) | Otto Arendt                              |       | DRP              |
| Royaume de Prusse (Saxe)                  | Mersebourg        | 06 (Sangerhausen-Eckartsberga) | Hermann Wamhoff                          |       | NLP              |
| Royaume de Prusse (Saxe)                  | Mersebourg        | 07 (Querfurt-Mersebourg) | William Karl Koch                        |       | FVP              |
| Royaume de Prusse (Saxe)                  | Mersebourg        | 08 (Naumbourg-Weißenfels-Zeitz) | Adolf Thiele                             |       | SPD              |
| Royaume de Prusse (Saxe)                  | Erfurt            | 01 (Comté d'Hohenstein) | Oskar Cohn                               |       | SPD              |
| Royaume de Prusse (Saxe)                  | Erfurt            | 02 (Heiligenstadt-Worbis) | Karl Poppe                               |       | ZEN              |
| Royaume de Prusse (Saxe)                  | Erfurt            | 03 (Muhlouse-Langensalza-Weißensee) | Albert Arnstadt                          |       | DKP              |
| Royaume de Prusse (Saxe)                  | Erfurt            | 04 (Erfurt-Schleusingen-Ziegenrück) | Heinrich Schulz                          |       | SPD              |
| Royaume de Prusse (Schleswig-Holstein)    |                   | 01 (Hadersleben-Sonderburg) | Hans Peter Hanssen                       |       | Däne             |
| Royaume de Prusse (Schleswig-Holstein)    |                   | 02 (Apenrade-Flensbourg) | Hermann Leube                            |       | FVP              |
| Royaume de Prusse (Schleswig-Holstein)    |                   | 03 (Schleswig-Eckernförde) | Felix Waldstein                          |       | FVP              |
| Royaume de Prusse (Schleswig-Holstein)    |                   | 04 (Tondern-Husum-Eiderstedt) | Andreas Blunck                           |       | FVP              |
| Royaume de Prusse (Schleswig-Holstein)    |                   | 05 (Dithmarse-du-Nord-Dithmarse-du-Sud-Steinburg) | Ferdinand Hoff                           |       | FVP              |
| Royaume de Prusse (Schleswig-Holstein)    |                   | 06 (Pinneberg-Segeberg) | Carl Braband                             |       | FVP              |
| Royaume de Prusse (Schleswig-Holstein)    |                   | 07 (Kiel-Rendsburg) | Carl Legien                              |       | SPD              |
| Royaume de Prusse (Schleswig-Holstein)    |                   | 08 (Altona-Stormarn) | Karl Frohme                              |       | SPD              |
| Royaume de Prusse (Schleswig-Holstein)    |                   | 09 (Oldenbourg-en-Holstein-Plön) | Wilhelm Struve                           |       | FVP              |
| Royaume de Prusse (Schleswig-Holstein)    |                   | 10 (Duché de Lauenbourg) | Siegfried Heckscher                      |       | FVP              |
| Royaume de Prusse (Hanovre)               |                   | 01 (Emden-Norden-Leer-Weener) | Jan Fegter                               |       | FVP              |
| Royaume de Prusse (Hanovre)               |                   | 02 (Aurich-Wittmund-Papenbourg) | Johannes Semler                          |       | NLP              |
| Royaume de Prusse (Hanovre)               |                   | 03 (Meppen-Lingen-Bentheim-Aschendorf-Hümmling) | Carl Friedrich Engelen                   |       | ZEN              |
| Royaume de Prusse (Hanovre)               |                   | 04 (Osnabrück-Bersenbrück-Iburg) | Willi Stöve                              |       | NLP              |
| Royaume de Prusse (Hanovre)               |                   | 05 (Melle-Diepholz-Wittlage-Sulingen) | Hermann Colshorn                         |       | DHP              |
| Royaume de Prusse (Hanovre)               |                   | 06 (Syke-Verden-Hoya-Achim) | Theodor Held                             |       | NLP              |
| Royaume de Prusse (Hanovre)               |                   | 07 (Nienburg-Neustadt am Rübenberge-Fallingbostel-Stolzenau) | Arnold von Schele                        |       | DHP              |
| Royaume de Prusse (Hanovre)               |                   | 08 (Hanovre-Linden) | August Brey                              |       | SPD              |
| Royaume de Prusse (Hanovre)               |                   | 09 (Hamelin-Springe-Pays de Calenberg) | Gustav Fischer                           |       | SPD              |
| Royaume de Prusse (Hanovre)               |                   | 10 (Hildesheim-Marienburg-Alfeld-sur-la-Leine-Gronau) | Friedrich Rauch                          |       | SPD              |
| Royaume de Prusse (Hanovre)               |                   | 11 (Einbeck-Northeim-Osterode am Harz-Uslar) | Karl Deichmann                           |       | SPD              |
| Royaume de Prusse (Hanovre)               |                   | 12 (Göttingen-Duderstadt-Münden) | Gustav Ickler                            |       | NLP              |
| Royaume de Prusse (Hanovre)               |                   | 13 (Goslar-Zellerfeld-Ilfeld) | Ludwig Götting                           |       | NLP              |
| Royaume de Prusse (Hanovre)               |                   | 14 (Gifhorn-Celle-Peine-Burgdorf) | Wilhelm Meyer                            |       | NLP              |
| Royaume de Prusse (Hanovre)               |                   | 15 (Lüchow-Uelzen-Dannenberg-Isenhagen) | Hans von Meding                          |       | DHP              |
| Royaume de Prusse (Hanovre)               |                   | 16 (Lunebourg-Soltau-Winsen-Bleckede) | Adolf von Wangenheim                     |       | DHP              |
| Royaume de Prusse (Hanovre)               |                   | 17 (Harbourg-Rotenbourg-en-Hanovre-Zeven) | Ludwig Alpers                            |       | DHP              |
| Royaume de Prusse (Hanovre)               |                   | 18 (Stade-Lehe-Bremervörde-Osterholz-Blumenthal) | Johannes Hoppe                           |       | NLP              |
| Royaume de Prusse (Hanovre)               |                   | 19 (Neuhaus-sur-l'Oste-Hadeln-Kehdingen-Jork) | Hartmann von Richthofen                  |       | NLP              |
| Royaume de Prusse (Westphalie)            | Münster           | 01 (Tecklembourg-Steinfurt-Ahaus) | Carl Herold                              |       | ZEN              |
| Royaume de Prusse (Westphalie)            | Münster           | 02 (Münster-Coesfeld) | Georg von Hertling                       |       | ZEN              |
| Royaume de Prusse (Westphalie)            | Münster           | 03 (Borken-Recklinghausen) | Karl Matthias Schiffer                   |       | ZEN              |
| Royaume de Prusse (Westphalie)            | Münster           | 04 (Lüdinghausen-Beckum-Warendorf) | Wilhelm Frerker                          |       | ZEN              |
| Royaume de Prusse (Westphalie)            | Minden            | 01 (Minden-Lübbecke) | Wilhelm Kiel                             |       | FVP              |
| Royaume de Prusse (Westphalie)            | Minden            | 02 (Herford-Halle-en-Westphalie) | Theodor Meyer                            |       | NLP              |
| Royaume de Prusse (Westphalie)            | Minden            | 03 (Bielefeld-Wiedenbrück) | Arthur von Posadowsky-Wehner             |       | Sans étiquette   |
| Royaume de Prusse (Westphalie)            | Minden            | 04 (Paderborn-Büren) | Karl von Savigny                         |       | ZEN              |
| Royaume de Prusse (Westphalie)            | Minden            | 05 (Höxter-Warburg) | Engelbert von Kerckerinck zur Borg       |       | ZEN              |
| Royaume de Prusse (Westphalie)            | Arnsberg          | 01 (Wittgenstein-Siegen-Biedenkopf) | Reinhard Mumm                            |       | Antisémite (CSP) |
| Royaume de Prusse (Westphalie)            | Arnsberg          | 02 (Olpe-Arnsberg-Meschede) | Johannes Becker                          |       | ZEN              |
| Royaume de Prusse (Westphalie)            | Arnsberg          | 03 (Altena-Iserlohn-Lüdenscheid) | Karl Spiegel                             |       | SPD              |
| Royaume de Prusse (Westphalie)            | Arnsberg          | 04 (Hagen-Schwelm-Witten) | Max König                                |       | SPD              |
| Royaume de Prusse (Westphalie)            | Arnsberg          | 05 (Bochum-Gelsenkirchen-Hattingen-Herne) | Karl Heckmann                            |       | NLP              |
| Royaume de Prusse (Westphalie)            | Arnsberg          | 06 (Dortmund-Hörde) | August Erdmann                           |       | SPD              |
| Royaume de Prusse (Westphalie)            | Arnsberg          | 07 (Hamm-Soest) | Georg Schulenburg                        |       | NLP              |
| Royaume de Prusse (Westphalie)            | Arnsberg          | 08 (Lippstadt-Brilon) | Wilhelm Schwarze                         |       | ZEN              |
| Royaume de Prusse (Hesse-Nassau)          | Wiesbaden         | 01 (Haut-Taunus-Höchst-Usingen) | Friedrich Brühne                         |       | SPD              |
| Royaume de Prusse (Hesse-Nassau)          | Wiesbaden         | 02 (Wiesbaden-Rheingau-Bas-Taunus) | Eduard Bartling                          |       | NLP              |
| Royaume de Prusse (Hesse-Nassau)          | Wiesbaden         | 03 (Saint-Goarshausen-Bas-Westerwald) | Anton Dahlem                             |       | ZEN              |
| Royaume de Prusse (Hesse-Nassau)          | Wiesbaden         | 04 (Limbourg-Haute-Lahn-Basse-Lahn) | Hermann Hepp                             |       | NLP              |
| Royaume de Prusse (Hesse-Nassau)          | Wiesbaden         | 05 (Dill-Haut-Westerwald) | Georg Burckhardt                         |       | Antisémite (CSP) |
| Royaume de Prusse (Hesse-Nassau)          | Wiesbaden         | 06 (Francfort-sur-le-Main) | Max Quarck                               |       | SPD              |
| Royaume de Prusse (Hesse-Nassau)          | Cassel            | 01 (Comté de Schaumbourg-Hofgeismar-Wolfhagen) | Richard Herzog                           |       | Antisémite (DSP) |
| Royaume de Prusse (Hesse-Nassau)          | Cassel            | 02 (Cassel-Melsungen) | Heinrich Hüttmann                        |       | SPD              |
| Royaume de Prusse (Hesse-Nassau)          | Cassel            | 03 (Fritzlar-Homberg-Ziegenhain) | Heinrich Hestermann                      |       | DBB              |
| Royaume de Prusse (Hesse-Nassau)          | Cassel            | 04 (Eschwege-Seigneurie de Schmalkalden-Witzenhausen) | Georg Thöne                              |       | SPD              |
| Royaume de Prusse (Hesse-Nassau)          | Cassel            | 05 (Marbourg-Frankenberg-Kirchhain) | Johann Rupp                              |       | Antisémite (DSP) |
| Royaume de Prusse (Hesse-Nassau)          | Cassel            | 06 (Hersfeld-Rotenburg-sur-la-Fulda-Hünfeld) | Ludwig Werner                            |       | Antisémite (Ref) |
| Royaume de Prusse (Hesse-Nassau)          | Cassel            | 07 (Fulda-Schlüchtern-Gersfeld) | Richard Müller                           |       | ZEN              |
| Royaume de Prusse (Hesse-Nassau)          | Cassel            | 08 (Hanau-Gelnhausen) | Gustav Hoch                              |       | SPD              |
| Royaume de Prusse (Rhénanie)              | Cologne           | 01 (Cologne-Ville) | Adolf Hofrichter                         |       | SPD              |
| Royaume de Prusse (Rhénanie)              | Cologne           | 02 (Cologne-Campagne) | Carl Joseph Kuckhoff                     |       | ZEN              |
| Royaume de Prusse (Rhénanie)              | Cologne           | 03 (Bergheim-sur-l'Erft-Euskirchen) | Martin Faßbender                         |       | ZEN              |
| Royaume de Prusse (Rhénanie)              | Cologne           | 04 (Rheinbach-Bonn) | Peter Spahn                              |       | ZEN              |
| Royaume de Prusse (Rhénanie)              | Cologne           | 05 (Sieg-Waldbröl) | Karl Georg Becker                        |       | ZEN              |
| Royaume de Prusse (Rhénanie)              | Cologne           | 06 (Mülheim-sur-le-Rhin-Gummersbach-Wipperfürth) | Wilhelm Marx                             |       | ZEN              |
| Royaume de Prusse (Rhénanie)              | Düsseldorf        | 01 (Remscheid-Lennep-Mettmann) | Wilhelm Dittmann                         |       | SPD              |
| Royaume de Prusse (Rhénanie)              | Düsseldorf        | 02 (Elberfeld-Barmen) | Friedrich Ebert                          |       | SPD              |
| Royaume de Prusse (Rhénanie)              | Düsseldorf        | 03 (Solingen) | Philipp Scheidemann                      |       | SPD              |
| Royaume de Prusse (Rhénanie)              | Düsseldorf        | 04 (Düsseldorf) | Karl Haberland                           |       | SPD              |
| Royaume de Prusse (Rhénanie)              | Düsseldorf        | 05 (Essen-Ville) | Johannes Giesberts                       |       | ZEN              |
| Royaume de Prusse (Rhénanie)              | Düsseldorf        | 06 (Duisbourg-Essen-Campagne-Dinslaken-Oberhausen) | Hugo Böttger                             |       | NLP              |
| Royaume de Prusse (Rhénanie)              | Düsseldorf        | 07 (Moers-Rees) | Johannes Bell                            |       | ZEN              |
| Royaume de Prusse (Rhénanie)              | Düsseldorf        | 08 (Clèves-Gueldre) | Eduard Marcour                           |       | ZEN              |
| Royaume de Prusse (Rhénanie)              | Düsseldorf        | 09 (Kempen) | Peter Chrysant                           |       | ZEN              |
| Royaume de Prusse (Rhénanie)              | Düsseldorf        | 10 (Gladbach) | Franz Hitze                              |       | ZEN              |
| Royaume de Prusse (Rhénanie)              | Düsseldorf        | 11 (Krefeld) | August Pieper                            |       | ZEN              |
| Royaume de Prusse (Rhénanie)              | Düsseldorf        | 12 (Neuss-Grevenbroich) | Hugo am Zehnhoff                         |       | ZEN              |
| Royaume de Prusse (Rhénanie)              | Coblence          | 01 (Wetzlar-Altenkirchen) | Franz Behrens                            |       | Antisémite (CSP) |
| Royaume de Prusse (Rhénanie)              | Coblence          | 02 (Neuwied) | Michael Krings                           |       | ZEN              |
| Royaume de Prusse (Rhénanie)              | Coblence          | 03 (Coblence-Saint-Goar) | Georg Wellstein                          |       | ZEN              |
| Royaume de Prusse (Rhénanie)              | Coblence          | 04 (Kreuznach-Simmern) | Hermann Paasche                          |       | NLP              |
| Royaume de Prusse (Rhénanie)              | Coblence          | 05 (Mayen-Ahrweiler) | Peter Wallenborn                         |       | ZEN              |
| Royaume de Prusse (Rhénanie)              | Coblence          | 06 (Adenau-Cochem-Zell) | Jacob Pauly                              |       | ZEN              |
| Royaume de Prusse (Rhénanie)              | Trèves            | 01 (Daun-Bitburg-Prüm) | Aloys de Löwenstein-Wertheim-Rosenberg   |       | ZEN              |
| Royaume de Prusse (Rhénanie)              | Trèves            | 02 (Wittlich-Bernkastel) | Jacob Astor                              |       | ZEN              |
| Royaume de Prusse (Rhénanie)              | Trèves            | 03 (Trèves) | Medard Hartrath                          |       | ZEN              |
| Royaume de Prusse (Rhénanie)              | Trèves            | 04 (Sarrelouis-Merzig-Sarrebourg) | Hermann Roeren                           |       | ZEN              |
| Royaume de Prusse (Rhénanie)              | Trèves            | 05 (Sarrebruck) | Ernst Bassermann                         |       | NLP              |
| Royaume de Prusse (Rhénanie)              | Trèves            | 06 (Ottweiler-Saint-Wendel-Meisenheim) | Bartholomäus Koßmann                     |       | ZEN              |
| Royaume de Prusse (Rhénanie)              | Aix-la-Chapelle   | 01 (Schleiden-Malmedy-Montjoie) | Adolf Fervers                            |       | ZEN              |
| Royaume de Prusse (Rhénanie)              | Aix-la-Chapelle   | 02 (Eupen-Aix-la-Chapelle-Campagne) | Josef Nacken                             |       | ZEN              |
| Royaume de Prusse (Rhénanie)              | Aix-la-Chapelle   | 03 (Aix-la-Chapelle-Ville) | Hubert Sittart                           |       | ZEN              |
| Royaume de Prusse (Rhénanie)              | Aix-la-Chapelle   | 04 (Düren-Juliers) | Alfred de Salm-Reifferscheidt            |       | ZEN              |
| Royaume de Prusse (Rhénanie)              | Aix-la-Chapelle   | 05 (Geilenkirchen-Heinsberg-Erkelenz) | Franz Stupp                              |       | ZEN              |
| Royaume de Prusse (Hohenzollern)          | Sigmaringen       | 01 (Sigmaringen-Hechingen) | Emil Belzer                              |       | ZEN              |
| Royaume de Bavière                        | Haute-Bavière     | 01 (Munich I (Altstadt-Lehel-Maxvorstadt) | Georg Kerschensteiner                    |       | FVP              |
| Royaume de Bavière                        | Haute-Bavière     | 02 (Munich II (Isarvorstadt-Ludwigsvorstadt-Au-Haidhausen-Giesing) -Munich-Campagne-Starnberg-Wolfratshausen | Georg von Vollmar                        |       | SPD              |
| Royaume de Bavière                        | Haute-Bavière     | 03 (Aichach-Friedberg-Dachau-Schrobenhausen) | Carl Theodor von und zu Sandizell        |       | ZEN              |
| Royaume de Bavière                        | Haute-Bavière     | 04 (Ingolstadt-Freising-Pfaffenhofen) | August Ponschab                          |       | ZEN              |
| Royaume de Bavière                        | Haute-Bavière     | 05 (Wasserburg-Erding-Mühldorf) | Martin Irl                               |       | ZEN              |
| Royaume de Bavière                        | Haute-Bavière     | 06 (Weilheim-Werdenfels-Bruck-Landsberg-Schongau) | Klemens von Thünefeld                    |       | ZEN              |
| Royaume de Bavière                        | Haute-Bavière     | 07 (Rosenheim-Ebersberg-Miesbach-Tölz) | Balthasar Ranner                         |       | ZEN              |
| Royaume de Bavière                        | Haute-Bavière     | 08 (Traunstein-Laufen-Berchtesgaden-Altötting) | Simon Angerpointner                      |       | ZEN              |
| Royaume de Bavière                        | Basse-Bavière     | 01 (Landshut-Dingolfing-Vilsbiburg) | Konrad von Malsen-Waldkirch              |       | ZEN              |
| Royaume de Bavière                        | Basse-Bavière     | 02 (Straubing-Bogen-Landau-Vilshofen) | Carl Laux                                |       | BB               |
| Royaume de Bavière                        | Basse-Bavière     | 03 (Passau-Wegscheid-Wolfstein-Grafenau) | Sebastian Matzinger                      |       | ZEN              |
| Royaume de Bavière                        | Basse-Bavière     | 04 (Pfarrkirchen-Eggenfelden-Griesbach) | Benedikt Bachmeier                       |       | BB               |
| Royaume de Bavière                        | Basse-Bavière     | 05 (Deggendorf-Regen-Viechtach-Kötzting) | Ferdinand Schedlbauer                    |       | ZEN              |
| Royaume de Bavière                        | Basse-Bavière     | 06 (Kelheim-Regen-Rottenburg-Mallersdorf) | Franz Xaver Steindl                      |       | ZEN              |
| Royaume de Bavière                        | Palatinat         | 01 (Spire-Ludwigshafen-Frankenthal) | Jakob Binder                             |       | SPD              |
| Royaume de Bavière                        | Palatinat         | 02 (Landau-Neustadt-en-Haardt) | Fritz van Calker                         |       | NLP              |
| Royaume de Bavière                        | Palatinat         | 03 (Germersheim-Bergzabern) | Johann Sophian Christian Richter         |       | ZEN              |
| Royaume de Bavière                        | Palatinat         | 04 (Deux-Ponts-Pirmasens) | Karl Lützel                              |       | NLP              |
| Royaume de Bavière                        | Palatinat         | 05 (Hombourg-Kusel) | Karl Gebhart                             |       | BDL              |
| Royaume de Bavière                        | Palatinat         | 06 (Kaiserslautern-Kirchheimbolanden) | Johannes Hoffmann                        |       | SPD              |
| Royaume de Bavière                        | Haut-Palatinat    | 01 (Ratisbonne-Burglengenfeld-Stadtamhof) | August Trendel                           |       | ZEN              |
| Royaume de Bavière                        | Haut-Palatinat    | 02 (Amberg-Nabburg-Sulzbach-Eschenbach) | Michael Sir                              |       | ZEN              |
| Royaume de Bavière                        | Haut-Palatinat    | 03 (Neumarkt-Velburg-Hemau) | Anton Kohl                               |       | ZEN              |
| Royaume de Bavière                        | Haut-Palatinat    | 04 (Neunburg-Waldmünchen-Cham-Roding) | Carl Schirmer                            |       | ZEN              |
| Royaume de Bavière                        | Haut-Palatinat    | 05 (Neustadt-sur-la-Waldnaab-Vohenstrauß-Tirschenreuth) | Joseph Pfleger                           |       | ZEN              |
| Royaume de Bavière                        | Haute-Franconie   | 01 (Hof-Naila-Rehau-Münchberg) | Josef Simon                              |       | SPD              |
| Royaume de Bavière                        | Haute-Franconie   | 02 (Bayreuth-Wunsiedel-Berneck) | Karl Hugel                               |       | SPD              |
| Royaume de Bavière                        | Haute-Franconie   | 03 (Forchheim-Kulmbach-Pegnitz-Ebermannstadt) | Luitpold Weilnböck                       |       | DKP              |
| Royaume de Bavière                        | Haute-Franconie   | 04 (Kronach-Staffelstein-Lichtenfels-Stadtsteinach-Teuschnitz) | Maximilian Pfeiffer                      |       | ZEN              |
| Royaume de Bavière                        | Haute-Franconie   | 05 (Bamberg-Höchstadt) | Franz Xaver Schädler                     |       | ZEN              |
| Royaume de Bavière                        | Moyenne-Franconie | 01 (Nuremberg) | Albert Südekum                           |       | SPD              |
| Royaume de Bavière                        | Moyenne-Franconie | 02 (Erlangen-Fürth-Hersbruck) | Martin Segitz                            |       | SPD              |
| Royaume de Bavière                        | Moyenne-Franconie | 03 (Ansbach-Schwabach-Heilsbronn) | Michael Hierl                            |       | SPD              |
| Royaume de Bavière                        | Moyenne-Franconie | 04 (Eichstätt-Beilngries-Weissembourg) | Karl Friedrich Speck                     |       | ZEN              |
| Royaume de Bavière                        | Moyenne-Franconie | 05 (Dinkelsbühl-Gunzenhausen-Feuchtwangen) | Leonhard Niederlöhner                    |       | DKP              |
| Royaume de Bavière                        | Moyenne-Franconie | 06 (Rothembourg-sur-la-Tauber-Neustadt-sur-l'Aisch) | Andreas Kerschbaum                       |       | DBB              |
| Royaume de Bavière                        | Basse-Franconie   | 01 (Aschaffenbourg-Alzenau-Obernburg-Miltenberg) | Liborius Gerstenberger                   |       | ZEN              |
| Royaume de Bavière                        | Basse-Franconie   | 02 (Kitzingen-Gerolzhofen-Ochsenfurt) | Luitpold Baumann                         |       | ZEN              |
| Royaume de Bavière                        | Basse-Franconie   | 03 (Lohr-Karlstadt-Hamelbourg-Marktheidenfeld-Gemünden) | Georg Stamm                              |       | ZEN              |
| Royaume de Bavière                        | Basse-Franconie   | 04 (Neustadt-sur-la-Saale-Brückenau-Mellrichstadt-Königshofen-Kissingen) | Caspar Haeusler                          |       | ZEN              |
| Royaume de Bavière                        | Basse-Franconie   | 05 (Schweinfurt-Haßfurt-Ebern) | Georg Schwarz                            |       | ZEN              |
| Royaume de Bavière                        | Basse-Franconie   | 06 (Wurtzbourg) | Franz Schmitt                            |       | SPD              |
| Royaume de Bavière                        | Souabe            | 01 (Augsbourg-Wertingen) | August Wörle                             |       | ZEN              |
| Royaume de Bavière                        | Souabe            | 02 (Donauwörth-Nördlingen-Neubourg) | Johann Pütz                              |       | ZEN              |
| Royaume de Bavière                        | Souabe            | 03 (Dillingen-Guntzbourg-Zusmarshausen) | Eugen Jäger                              |       | ZEN              |
| Royaume de Bavière                        | Souabe            | 04 (Illertissen-Neu-Ulm-Memmingen-Krumbach) | Benedikt Hebel                           |       | ZEN              |
| Royaume de Bavière                        | Souabe            | 05 (Kaufbeuren-Mindelheim-Oberdorf-Füssen) | Wilhelm Mayer                            |       | ZEN              |
| Royaume de Bavière                        | Souabe            | 06 (Immenstadt-Sonthofen-Kempten-en-Allgäu-Lindau) | Friedrich Thoma                          |       | NLP              |
| Royaume de Saxe                           |                   | 01 (Zittau) | Edmund Fischer                           |       | SPD              |
| Royaume de Saxe                           |                   | 02 (Löbau) | Hermann Krätzig                          |       | SPD              |
| Royaume de Saxe                           |                   | 03 (Bautzen-Kamenz-Bischofswerda) | Heinrich Gräfe                           |       | Antisémite (Ref) |
| Royaume de Saxe                           |                   | 04 (Dresde-rive-droite-Radeberg-Radeburg) | August Kaden                             |       | SPD              |
| Royaume de Saxe                           |                   | 05 (Dresde-rive-gauche) | Georg Gradnauer                          |       | SPD              |
| Royaume de Saxe                           |                   | 06 (Dresde-Campagne-Dippoldiswalde) | Georg Horn                               |       | SPD              |
| Royaume de Saxe                           |                   | 07 (Meissen-Großenhain-Riesa) | Richard Schmidt                          |       | SPD              |
| Royaume de Saxe                           |                   | 08 (Pirna-Sebnitz) | Otto Rühle                               |       | SPD              |
| Royaume de Saxe                           |                   | 09 (Freiberg-Hainichen) | Hermann Wendel                           |       | SPD              |
| Royaume de Saxe                           |                   | 10 (Döbeln-Nossen-Leisnig) | Karl Pinkau                              |       | SPD              |
| Royaume de Saxe                           |                   | 11 (Oschatz-Wurzen-Grimma) | Eduard Giese                             |       | DKP              |
| Royaume de Saxe                           |                   | 12 (Leipzig-Ville) | Johannes Junck                           |       | NLP              |
| Royaume de Saxe                           |                   | 13 (Leipzig-Campagne-Taucha-Markranstädt-Zwenkau) | Friedrich Geyer                          |       | SPD              |
| Royaume de Saxe                           |                   | 14 (Borna-Geithain-Rochlitz) | Eduard von Liebert                       |       | DRP              |
| Royaume de Saxe                           |                   | 15 (Mittweida-Frankenberg-Augustusburg) | Daniel Stücklen                          |       | SPD              |
| Royaume de Saxe                           |                   | 16 (Chemnitz) | Gustav Noske                             |       | SPD              |
| Royaume de Saxe                           |                   | 17 (Glauchau-Meerane-Hohenstein-Ernstthal) | Hermann Molkenbuhr                       |       | SPD              |
| Royaume de Saxe                           |                   | 18 (Zwickau-Crimmitschau-Werdau) | Karl Wilhelm Stolle                      |       | SPD              |
| Royaume de Saxe                           |                   | 19 (Stollberg-Schneeberg) | Georg Schöpflin                          |       | SPD              |
| Royaume de Saxe                           |                   | 20 (Marienberg-Zschopau) | Paul Göhre                               |       | SPD              |
| Royaume de Saxe                           |                   | 21 (Annaberg-Schwarzenberg-Johanngeorgenstadt) | Ernst Grenz                              |       | SPD              |
| Royaume de Saxe                           |                   | 22 (Auerbach-Reichenbach) | Paul Lensch                              |       | SPD              |
| Royaume de Saxe                           |                   | 23 (Plauen-Oelsnitz-Klingenthal) | Hermann Jäckel                           |       | SPD              |
| Royaume de Wurtemberg                     |                   | 01 (Stuttgart) | Karl Hildenbrand                         |       | SPD              |
| Royaume de Wurtemberg                     |                   | 02 (Cannstatt-Louisbourg-Marbach-Waiblingen) | Wilhelm Keil                             |       | SPD              |
| Royaume de Wurtemberg                     |                   | 03 (Heilbronn-Besigheim-Brackenheim-Neckarsulm) | Franz Feuerstein                         |       | SPD              |
| Royaume de Wurtemberg                     |                   | 04 (Böblingen-Vaihingen-Leonberg-Maulbronn) | Otto Keinath                             |       | NLP              |
| Royaume de Wurtemberg                     |                   | 05 (Esslingen-Nürtingen-Kirchheim-Urach) | Friedrich List                           |       | NLP              |
| Royaume de Wurtemberg                     |                   | 06 (Reutlingen-Tübingen-Rottenburg) | Friedrich von Payer                      |       | FVP              |
| Royaume de Wurtemberg                     |                   | 07 (Nagold-Calw-Neuenbürg-Herrenberg) | Heinrich Schweickhardt                   |       | FVP              |
| Royaume de Wurtemberg                     |                   | 08 (Freudenstadt-Horb-Oberndorf-Sulz) | Theodor Liesching                        |       | FVP              |
| Royaume de Wurtemberg                     |                   | 09 (Balingen-Rottweil-Spaichingen-Tuttlingen) | Conrad Haußmann                          |       | FVP              |
| Royaume de Wurtemberg                     |                   | 10 (Gmünd-Göppingen-Welzheim-Schorndorf) | Hermann Gunßer                           |       | FVP              |
| Royaume de Wurtemberg                     |                   | 11 (Hall-Backnang-Öhringen-Weinsberg) | Wilhelm Vogt                             |       | BDL              |
| Royaume de Wurtemberg                     |                   | 12 (Gerabronn-Crailsheim-Mergentheim-Künzelsau) | Friedrich Vogt                           |       | BDL              |
| Royaume de Wurtemberg                     |                   | 13 (Aalen-Gaildorf-Neresheim-Ellwangen) | Eugen Bolz                               |       | ZEN              |
| Royaume de Wurtemberg                     |                   | 14 (Ulm-Heidenheim-Geislingen) | Eugen Hähnle                             |       | FVP              |
| Royaume de Wurtemberg                     |                   | 15 (Ehingen-Blaubeuren-Laupheim-Münsingen) | Adolf Gröber                             |       | ZEN              |
| Royaume de Wurtemberg                     |                   | 16 (Biberach-Leutkirch-Waldsee-Wangen) | Matthias Erzberger                       |       | ZEN              |
| Royaume de Wurtemberg                     |                   | 17 (Ravensbourg-Tettnang-Saulgau-Riedlingen) | Joseph Leser                             |       | ZEN              |
| Grand-duché de Bade                       |                   | 01 (Constance-Überlingen-Stockach) | Carl Diez                                |       | ZEN              |
| Grand-duché de Bade                       |                   | 02 (Donaueschingen-Villingen) | Josef Duffner                            |       | ZEN              |
| Grand-duché de Bade                       |                   | 03 (Waldshut-Säckingen-Neustadt-en-Forêt-Noire) | Ernst Adolf Birkenmayer                  |       | ZEN              |
| Grand-duché de Bade                       |                   | 04 (Lörrach-Müllheim) | Ernst Blankenhorn                        |       | NLP              |
| Grand-duché de Bade                       |                   | 05 (Fribourg-Emmendingen) | Gerhart von Schulze-Gaevernitz           |       | FVP              |
| Grand-duché de Bade                       |                   | 06 (Lahr-Wolfach) | Constantin Fehrenbach                    |       | ZEN              |
| Grand-duché de Bade                       |                   | 07 (Offenbourg-Kehl) | Leopold Kölsch                           |       | NLP              |
| Grand-duché de Bade                       |                   | 08 (Rastatt-Bühl-Baden-Baden) | Franz Xaver Lender                       |       | ZEN              |
| Grand-duché de Bade                       |                   | 09 (Pforzheim-Ettlingen) | Albert Wittum                            |       | NLP              |
| Grand-duché de Bade                       |                   | 10 (Karlsruhe-Bruchsal) | Ludwig Haas                              |       | FVP              |
| Grand-duché de Bade                       |                   | 11 (Mannheim) | Ludwig Frank                             |       | SPD              |
| Grand-duché de Bade                       |                   | 12 (Heidelberg-Mosbach) | Anton Josef Beck                         |       | NLP              |
| Grand-duché de Bade                       |                   | 13 (Bretten-Sinsheim) | Johannes Rupp                            |       | DKP              |
| Grand-duché de Bade                       |                   | 14 (Tauberbischofsheim-Buchen) | Johann Anton Zehnter                     |       | ZEN              |
| Grand-duché de Hesse                      |                   | 01 (Giessen) | Ferdinand Werner                         |       | Antisémite (WV)  |
| Grand-duché de Hesse                      |                   | 02 (Friedberg-Büdingen) | Adolf Strack                             |       | NLP              |
| Grand-duché de Hesse                      |                   | 03 (Lauterbach-Alsfeld-Schotten) | Friedrich Heck                           |       | NLP              |
| Grand-duché de Hesse                      |                   | 04 (Darmstadt-Groß-Gerau) | Ludwig Quessel                           |       | SPD              |
| Grand-duché de Hesse                      |                   | 05 (Offenbach-Dieburg) | Carl Ulrich                              |       | SPD              |
| Grand-duché de Hesse                      |                   | 06 (Erbach-Bensheim) | Ludwig Hasenzahl                         |       | SPD              |
| Grand-duché de Hesse                      |                   | 07 (Worms-Heppenheim) | Cornelius Wilhelm von Heyl zu Herrnsheim |       | NLP              |
| Grand-duché de Hesse                      |                   | 08 (Bingen-Alzey) | Jacob Becker                             |       | NLP              |
| Grand-duché de Hesse                      |                   | 09 (Mayence-Oppenheim) | Eduard David                             |       | SPD              |
| Grand-duché de Mecklembourg-Schwerin      |                   | 01 (Hagenow-Toddin-Bakendorf-Lübtheen-Grevesmühlen -Grevesmühlen-Plüschow-Wittenburg-Walsmühlen-Zarrentin-Wittenburg) | August Pauli                             |       | DKP              |
| Grand-duché de Mecklembourg-Schwerin      |                   | 02 (Schwerin-Chevalerie-Schwerin-Domaine-Crivitz-Chevalerie -Crivitz-Domaine-Wismar-Poel-Mecklembourg-Redentin-Gadebusch -Gadebusch-Rehna-Mecklembourg-Sternberg -Warin-Neukloster-Sternberg-Tempzin)                       | Julius Heinrich Zimmermann               |       | NLP              |
| Grand-duché de Mecklembourg-Schwerin      |                   | 03 (Boizenburg-Chevalerie-Boizenburg-Domaine-Dobbertin-Dömitz -Goldberg-Grabow-Grabow-Eldena-Lübz-Lübz-Marnitz -Neustadt-en-Mecklembourg-Abbaye-Neustadt-en-Mecklembourg-Chevalerie -Neustadt-en-Mecklembourg-Domaine-Plau) | Hermann Pachnicke                        |       | FVP              |
| Grand-duché de Mecklembourg-Schwerin      |                   | 04 (Gnoien-Dargun-Gnoien-Neukalen-Ivenack-Malchow-Neukalen -Stavenhagen-Chevalerie-Stavenhagen-Domaine-Wredenhagen-Chevalerie -Wredenhagen-Domaine)                                                                         | Hugo Wendorff                            |       | FVP              |
| Grand-duché de Mecklembourg-Schwerin      |                   | 05 (Bützow-Chevalerie-Bützow-Domaine-Bützow-Rühn-Doberan -Ribnitz-Abbaye-Ribnitz-Chevalerie-Ribnitz-Domaine -Toitenwinkel zu Rostock)                                                                                       | Joseph Herzfeld                          |       | SPD              |
| Grand-duché de Mecklembourg-Schwerin      |                   | 06 (Güstrow-Rossewitz-Güstrow-Schwaan-Chevalerie-Schwaan-Domaine) | Albrecht von Graefe                      |       | DKP              |
| Grand-duché de Saxe-Weimar-Eisenach       |                   | 01 (Weimar-Apolda) | August Baudert                           |       | SPD              |
| Grand-duché de Saxe-Weimar-Eisenach       |                   | 02 (Eisenach-Dermbach) | Felix Marquart                           |       | NLP              |
| Grand-duché de Saxe-Weimar-Eisenach       |                   | 03 (Iéna-Neustadt-sur-l'Orla) | Paul Leutert                             |       | SPD              |
| Grand-duché de Mecklembourg-Strelitz      |                   | 01 (Neustrelitz, Neubrandenbourg-Schönberg) | Ludwig Roland-Lücke                      |       | NLP              |
| Grand-duché d'Oldenbourg                  |                   | 01 (Oldenbourg-Eutin-Birkenfeld) | Johann Ahlhorn                           |       | FVP              |
| Grand-duché d'Oldenbourg                  |                   | 02 (Jever-Rüstringen-Brake-Westerstede-Varel-Elsfleth-Butjadingen) | Albert Traeger                           |       | FVP              |
| Grand-duché d'Oldenbourg                  |                   | 03 (Vechta-Delmenhorst-Cloppenburg-Wildeshausen-Friesoythe) | Friedrich Mathias von Galen              |       | ZEN              |
| Duché de Brunswick                        |                   | 01 (Brunswick-Blankenburg) | Wilhelm Blos                             |       | SPD              |
| Duché de Brunswick                        |                   | 02 (Helmstedt-Wolfenbüttel) | Karl Kleye                               |       | NLP              |
| Duché de Brunswick                        |                   | 03 (Holzminden-Gandersheim) | Otto Antrick                             |       | SPD              |
| Duché de Saxe-Meiningen                   |                   | 01 (Meiningen-Hildburghausen) | Ernst Müller-Meiningen                   |       | FVP              |
| Duché de Saxe-Meiningen                   |                   | 02 (Sonneberg-Saalfeld) | Hermann Paul Reißhaus                    |       | SPD              |
| Duché de Saxe-Altenbourg                  |                   | 01 (Altenbourg-Roda) | Hermann Käppler                          |       | SPD              |
| Duché de Saxe-Cobourg et Gotha            |                   | 01 (Cobourg) | Hermann Quarck                           |       | NLP              |
| Duché de Saxe-Cobourg et Gotha            |                   | 02 (Gotha) | Wilhelm Bock                             |       | SPD              |
| Duché d'Anhalt                            |                   | 01 (Dessau-Zerbst) | Wolfgang Heine                           |       | SPD              |
| Duché d'Anhalt                            |                   | 02 (Bernbourg-Köthen-Ballenstedt) | Ferdinand Bender                         |       | SPD              |
| Principauté de Schwarzbourg-Rudolstadt    |                   | 01 (Königsee-Frankenhausen) | Arthur Hofmann                           |       | SPD              |
| Principauté de Schwarzbourg-Sondershausen |                   | 01 (Sondershausen-Arnstadt-Gehren-Ebeleben) | Felix Bärwinkel                          |       | NLP              |
| Principauté de Waldeck-Pyrmont            |                   | 01 (Eider-Twiste-Eisenberg-Pyrmont) | Georg Vietmeyer                          |       | Antisémite (WV)  |
| Principauté de Reuss branche aînée        |                   | 01 (Greiz-Burgk) | Karl Hermann Förster                     |       | SPD              |
| Principauté Reuss branche cadette         |                   | 01 (Gera-Schleiz) | Emanuel Wurm                             |       | SPD              |
| Principauté de Schaumbourg-Lippe          |                   | 01 (Bückeburg-Stadthagen) | Friedrich Krömer                         |       | FVP              |
| Principauté de Lippe                      |                   | 01 (Blomberg-Brake-Detmold-Lipperode-Cappel-Schötmar) | Adolf Neumann-Hofer                      |       | FVP              |
| Lübeck                                    |                   | 01 (Lübeck) | Theodor Schwartz                         |       | SPD              |
| Brême                                     |                   | 01 (Brême-Bremerhaven) | Alfred Henke                             |       | SPD              |
| Hambourg                                  |                   | 01 (Neustadt-Sankt Pauli) | August Bebel                             |       | SPD              |
| Hambourg                                  |                   | 02 (Altstadt-Saint-Georges-Hammerbrook) | Johann Heinrich Wilhelm Dietz            |       | SPD              |
| Hambourg                                  |                   | 03 (Hambourg-Campagne-Landherrenschaften) | Wilhelm Metzger                          |       | SPD              |
| Alsace-Lorraine                           |                   | 01 (Altkirch-Thann) | Eugène Ricklin                           |       | Alsace-Lorraine  |
| Alsace-Lorraine                           |                   | 02 (Mulhouse) | Leopold Emmel                            |       | SPD              |
| Alsace-Lorraine                           |                   | 03 (Colmar) | Jacques Peirotes                         |       | SPD              |
| Alsace-Lorraine                           |                   | 04 (Guebwiller) | Albert Thumann                           |       | Alsace-Lorraine  |
| Alsace-Lorraine                           |                   | 05 (Ribeauvillé) | Émile Wetterlé                           |       | Alsace-Lorraine  |
| Alsace-Lorraine                           |                   | 06 (Sélestat) | Dionysius Will                           |       | Alsace-Lorraine  |
| Alsace-Lorraine                           |                   | 07 (Molsheim-Erstein) | Nicolas Delsor                           |       | Alsace-Lorraine  |
| Alsace-Lorraine                           |                   | 08 (Strasbourg-Ville) | Bernhard Böhle                           |       | SPD              |
| Alsace-Lorraine                           |                   | 09 (Strasbourg-Campagne) | Richard Fuchs                            |       | SPD              |
| Alsace-Lorraine                           |                   | 10 (Hagenau-Wissembourg) | Charles Hauss                            |       | Alsace-Lorraine  |
| Alsace-Lorraine                           |                   | 11 (Saverne) | Adolf Röser                              |       | FVP              |
| Alsace-Lorraine                           |                   | 12 (Sarreguemines-Forbach) | Eugen Schatz                             |       | Alsace-Lorraine  |
| Alsace-Lorraine                           |                   | 13 (Boulay-Thionville-Est-Thionville-Ouest) | August Windeck                           |       | ULP              |
| Alsace-Lorraine                           |                   | 14 (Metz-Ville-Metz-Campagne) | Georges Weill                            |       | SPD              |
| Alsace-Lorraine                           |                   | 15 (Sarrebourg-Château-Salins) | Eloy Lévêque                             |       | ULP              |